# Srna
Srna (obična srna, lat. Capreolus capreolus) je šumska životinja iz porodice jelena koja je zemljopisno rasprostranjena na većini područja Europe. Odrastao mužjak zove se srndać ili srnjak.

## Rasprostranjenost
Istočna granica ove vrste pruža se od Ladoškog jezera prema Crnom moru, ali prije njega zaobilazi Kumo-maničku udolinu i skreće prema Balkanu. Zapadna granica kreće se od skandinavskih planina uz zapadne obale Britanskog otočja prema Gibraltaru. Nema ih u Irskoj, Korzici, Siciliji, Sardiniji i Grčkoj. U Hrvatskoj je više rasprostranjena u kontinentalnom dijelu (Slavonija, Baranja, Gorski kotar), a u priobalju je rijetkost. Rasprostranjenost po državama ovog prostora kreće se ovako: Hrvatska 29 %, Slovenija 23 %, Bosna i Hercegovina 14 % i Sjeverna Makedonija 9 %.

## Opis izgleda
Izgled srne ukazuje na skladno, vitko, lagano i vrlo pokretno tijelo. Leđa su nešto viša od grebena. Noge su vitke i duge, papci crni. Srne unatoč tome ipak nisu ustrajni trkači. Rep je kratak i jedva vidljiv. Duljina od njuške do repa iznosi 130 – 140 cm, a visina u grebenu 75 cm. Težina ovisi o području,hrani, godišnjem dobu, fiziološkom stanju i spolu (ženke su 5 – 10 % lakše). Težina je obično oko 25 +/– 3 kg, ali može dosegnuti i do 40 kg. Zubna formula odrasle jedinke je I 0/4, C 0/0, P 3/3, M 3/3 dakle sveukupno ima 32 stalna zuba. Lane ima 20 mliječnih zubi. Kreće se hodom, kasom i skokom. Odličan je plivač te se kupa i nikad se ne kaljuža poput jelena i svinja. Ljetna dlaka je riđastocrvena, a zimska kestenjastosiva. Stražnjica je obrasla bijelom dlakom, koja je ljeti manje uočljiva nego zimi. Lane je smeđe s bijelim pjegama do prvog linjanja, nakon čega izrasla dlaka prekrije ove pjege. Srna mjenja godišnje dlaku dva puta i to u proljeće i početkom jeseni. Vrijeme linjanja je ovisno o nadmorskoj visini, zdravlju i dobi životinje. Za obilježavanje teritorija i druge oblike mirisne komunikacije srnama služe specijalizirane kožne žlijezde. Ove žlijezde nalaze se između papaka zadnjih nogu (podmazuju kožu interdigitalnog područja, ostavljaju mirisni trag), ispod skočnog zgloba s vanjske strane (tarzalni organ) su žlijezde lojnice, koje također ostavljaju miris na vegetaciji o koju se životinja očeše. Srnjak na čelu ima čeonu žlijezdu, koja mu služi za označavanje granica područja, a u ženki žlijezde koje se nalaze na stražnjici vrhunac izlučivanja imaju u doba parenja. Od osjetila srna ima izvrsno razvijen sluh, njuh i okus. Vid je slabo razvijen jer je srnino oko astigmatično te vidi samo veće predmete i to nejasno a najbolje opaža kretanje.

## Ponašanje
Po načinu života i ponašanju srna je pretežno danja životinja s maksimumom kretanja popodne i u večernje sate (16 – 20 sati, ujutro 4 – 5 i 7 – 9 sati). ova aktivnost može se podijeliti prema godišnjem dobu u četiri odsjeka s po tri mjeseca. Srna tijekom 24 sata uzima hranu u 8 – 11 intervala. Prosječan životni vijek je 13 – 15 a iznimno 17 – 18 godina. Srna ima sposobnost prekida razvitka zametka (embriotenija), zato da vrijeme leženja padne u povoljniji period. Ponašanje srne spada u tzv. distancijalni tip. tj. izbjegava život u većim socijalnim formacijama. Do kasne jeseni se udružuje u krda i u njima ostaje sve do proljeća. To je udruživanje nagonsko i opravdano utjecajem negativnih vanjskih faktora. U krdu vlada unutarnja organizacija, koja ga održava na okupu i pruža osjećaj sigurnosti, vođa krda je u pravilu srna majka koja vodi lanad. Tek pred sam okot srna prekida vezu s prošlogodišnjom lanadi. Po broju članova i obiteljskoj strukturi razlikujemo obiteljsko krdo, prošireno obiteljsko krdo i nagomilano krdo. Najtrajnije je obiteljsko krdo koje ima razvijene međusobne odnose među jedinkama, jer se radi o članovima jedne obitelji (srna – lanad). Ovisno o bonitetu staništa radijus kretanja srna je razmjerno malen, on može iznositi prosječno od 1 (srna s lanadi do 14 dana) do 10 km. Osim toga kod srne kao zoološke porodice je izražen selidbeni nagon, ali je različitog intenziteta kod pojedinih vrsta. Kod sibirske srne je najizraženiji i vezan uz godišnja doba te iznosi i više stotina kilometara. Kod europske srne taj je nagon znatno slabiji, a izraženiji je kod planinskih srna zbog nepovoljnijih uvjeta života i neprijatelja. Razlikujemo nekoliko tipova glasanja ovih životinja. Tip glasanja je uvjetovan spolom, dobi, fiziološkim stanjem jedinke te načinom i stupnjem uznemiravanja. Glasanje slično piskanju je tipično lanetu, koje doziva majku, a pijukanje i piskanje predstavlja komunikaciju između srne i lanadi. Jauk, plač i deranje su zvukovi, koje pretežno proizvode odrasle životinje i ovise o situaciji u kojima se nalaze. Baukanje je način glasanja mužjaka, koji time oglašava opasnost, ali se isto tako glasa i u doba parenja kada srnjak baukanjem obilježava, da je zaposjeo određeni teritorij.

## Razmnožavanje
Pari se u drugoj polovici srpnja i prvoj polovici kolovoza a ponekad i kasnije u 11. i 12. mjesecu. Kod srna koje se pare kasnije ne dolazi do prekida razvoja zametka tj. okot se odvija istovremeno s onima koje su bile u embrioteniji. Srnjak prati srnu koja se tjera i to traje 4 dana, a potom je napušta i traži drugu. Tako oplodi 4 – 5 srna. Jajna stanica se nakon oplodnje ne učvrsti nego slobodno pliva u maternici i neprimjetno se razvija (embriotenija) do polovice prosinca tek nešto. Od tada počinje intenzivni razvoj tako da okot pada u 5. ili 6. mjesecu. Srna nosi 150 (285 – 290 dana s embriotenijom). Prvorotke donose na svijet pretežno jedno, a kasnije dva laneta, rjeđe tri ili više jer to ni za doljenje a prema tome ni za preživljavanje nije povoljno premda srna ima četiri sise. Kod blizanaca lanad može biti raznog ili istog spola. Parenje počinje istovremeno u nizini i u planinama i traje jednako dugo dok lanjenje u planinama nastupa nešto kasnije, jer embriotenija traje dulje jer nepovoljne prilike traje dulje u planinama. Za vrijeme prehrane srna brižljivo skriva lanad. Lane teži 1,2 – 1,7 kg a siše sve do studenog. Postaje spolno zrelo s 14 mjeseci.

## Vanjske poveznice

### Ostali projekti
|  | Zajednički poslužitelj ima stranicu o temi Srna |
|  | Wikivrste imaju podatke o taksonu Srni          |